# Менді Мінелла

Менді Мінелла (італ. Mandy Minella, нар. 22 листопада 1985) — професійна тенісистка з Люксембургу. Найвища позиція в одиночному рейтингу — 66, досягнута 17 вересня 2012.

## Фінали турнірів WTA

### Одиночний розряд: 1 (1 поразка)
| Легенда                             |
| ----------------------------------- |
| Турніри Великого шолома (0–0)       |
| Турніри WTA Tour (0–0)              |
| Premier Mandatory & Premier 5 (0–0) |
| Premier (0–0)                       |
| International (0–1)                 |

| Фінали за покриттям |
| ------------------- |
| Тверде (0–0)        |
| Ґрунт (0–1)         |
| Трава (0–0)         |
| Килим (0–0)         |

| Результат | Ранг | Дата          | Турнір                             | Покриття | Опонент     | Рахунок       |
| --------- | ---- | ------------- | ---------------------------------- | -------- | ----------- | ------------- |
| Поразка   | 1.   | 22 липня 2018 | Ladies Championship Gstaad, Gstaad | Ґрунт    | Алізе Корне | 4–6, 6–7(6–8) |

### Парний розряд (2–4)
| Легенда                             |
| ----------------------------------- |
| Турніри Великого шолома (0–0)       |
| Турніри WTA Tour (0–0)              |
| Premier Mandatory & Premier 5 (0–0) |
| Premier (0–0)                       |
| International (2–4)                 |

| Фінали за покриттям |
| ------------------- |
| Тверде (0–3)        |
| Ґрунт (2–1)         |
| Трава (0–0)         |
| Килим (0–0)         |

| Результат | Ранг | Дата            | Турнір                                              | Покриття | Партнер         | Опоненти                                 | Рахунок       |
| --------- | ---- | --------------- | --------------------------------------------------- | -------- | --------------- | ---------------------------------------- | ------------- |
| Поразка   | 1.   | 18 лютого 2012  | Copa Colsanitas, Bogotá                             | Ґрунт    | Штефані Феґеле  | Ева Бірнерова Олександра Панова          | 2–6, 2–6      |
| Поразка   | 2.   | 12 січня 2013   | Moorilla Hobart International 2013                  | Тверде   | Тімеа Бабош     | Гарбінє Мугуруса Марія Тереса Торро Флор | 3–6, 6–7(5–7) |
| Перемога  | 1.   | 23 лютого 2013  | Copa Colsanitas, Bogotá                             | Ґрунт    | Tímea Babos     | Ева Бірнерова Олександра Панова          | 6–4, 6–3      |
| Перемога  | 2.   | 28 квітня 2013  | Grand Prix SAR La Princesse Lalla Meryem, Marrakech | Ґрунт    | Tímea Babos     | Петра Мартич Крістіна Младенович         | 6–3, 6–1      |
| Поразка   | 3.   | 14 вересня 2013 | Tashkent Open                                       | Тверде   | Ольга Говорцова | Tímea Babos Ярослава Шведова             | 3–6, 3–6      |
| Поразка   | 4.   | 21 вересня 2014 | Korea Open, Seoul                                   | Тверде   | Мона Бартель    | Лара Арруабаррена Ірина-Камелія Бегу     | 3–6, 3–6      |

### Фінали WTA 125K series

#### Одиночний розряд (1–0)
| Результат | Ранг | Дата          | Турнір             | Покриття | Опоненти      | Рахунок  |
| --------- | ---- | ------------- | ------------------ | -------- | ------------- | -------- |
| Перемога  | 1.   | 5 червня 2016 | Bol Open, Хорватія | Ґрунт    | Полона Герцог | 6–2, 6–3 |

#### Парний розряд (2–0)
| Результат | Ранг | Дата              | Турнір                            | Покриття   | Партнер            | Опоненти                                                       | Рахунок          |
| --------- | ---- | ----------------- | --------------------------------- | ---------- | ------------------ | -------------------------------------------------------------- | ---------------- |
| Перемога  | 1.   | 15 листопада 2015 | Open GDF Suez de Limoges, Франція | Тверде (i) | Барбора Крейчикова | Гаспарян Маргарита Меликівна Калашникова Оксана В\'ячеславівна | 1–6, 7–5, [10–6] |
| Перемога  | 2.   | 20 листопада 2016 | Open GDF Suez de Limoges          | Тверде (i) | Елісе Мертенс      | Anna Smith Рената Ворачова                                     | 6–4, 6–4         |

## Фінали ITF

### Одиночний розряд: 22 (14–8)
| Легенда                 |
| ----------------------- |
| Турніри $100,000        |
| $75,000/Турніри $80,000 |
| $50,000/Турніри $60,000 |
| Турніри $25,000         |
| $10,000/Турніри $15,000 |

| Фінали за покриттям |
| ------------------- |
| Тверде (3–2)        |
| Ґрунт (11–6)        |
| Трава (0–0)         |
| Килим (0–0)         |

| Результат | Ранг | Дата             | Категорія | Турнір                       | Покриття  | Опонент                     | Рахунок            |
| --------- | ---- | ---------------- | --------- | ---------------------------- | --------- | --------------------------- | ------------------ |
| Поразка   | 1.   | 21 липня 2003    | $10,000   | Анкона, Італія               | Ґрунт     | Ліана Унґур                 | 6–3, 3–6, 1–6      |
| Поразка   | 2.   | 29 березня 2004  | $10,000   | Неаполь, Італія              | Ґрунт     | Кірстен Фліпкенс            | 7–5, 3–6, 1–6      |
| Перемога  | 1.   | 17 травня 2004   | $10,000   | Задар, Хорватія              | Ґрунт     | Matea Mezak                 | 7–5, 5–7, 6–4      |
| Перемога  | 2.   | 1 серпня 2005    | $10,000   | Гардоне-Валь-Тромпія, Італія | Ґрунт     | Сандра Заглавова            | 6–4, 6–3           |
| Перемога  | 3.   | 15 травня 2006   | $25,000   | Казерта, Італія              | Ґрунт     | Клейбанова Аліса Михайлівна | 6–2, 6–4           |
| Поразка   | 3.   | 22 травня 2006   | $25,000   | Кампобассо, Італія           | Ґрунт     | Alisa Kleybanova            | 6–2, 3–6, 3–6      |
| Поразка   | 4.   | 4 серпня 2008    | $25,000   | Монтероні-д'Арбія, Італія    | Ґрунт     | Наталі В'єрін               | 1–6, 6–2, 6–7(5–7) |
| Перемога  | 4.   | 13 квітня 2009   | $25,000   | Tessenderlo, Бельгія         | Ґрунт (i) | Юлія Федосова               | 7–5, 6–3           |
| Перемога  | 5.   | 18 січня 2010    | $25,000   | Lutz, США                    | Ґрунт     | Джеймі Гемптон              | 6–2, 4–6, 6–2      |
| Поразка   | 5.   | 8 лютого 2010    | $25,000   | Laguna Niguel, США           | Тверде    | Олівія Санчес               | 3–6, 4–6           |
| Перемога  | 6.   | 28 червня 2010   | $25,000   | Штутгарт, Німеччина          | Ґрунт     | Elise Tamaëla               | 6–4, 6–2           |
| Перемога  | 7.   | 11 липня 2011    | $25,000   | Дармштадт, Німеччина         | Ґрунт     | Кароліна Плішкова           | 7–6(7–5), 6–2      |
| Поразка   | 6.   | 3 жовтня 2011    | $60,000   | Кофу (Яманасі), Японія       | Тверде    | Чжан Кайчжень               | 4–6, 6–1, 4–6      |
| Поразка   | 7.   | 6 лютого 2012    | $100,000  | Калі (місто), Колумбія       | Ґрунт     | Александра Дулгеру          | 3–6, 6–1, 3–6      |
| Поразка   | 8.   | 9 липня 2012     | $100,000  | Біарріц, Франція             | Ґрунт     | Роміна Опранді              | 5–7, 5–7           |
| Перемога  | 8.   | 4 листопада 2013 | $50,000   | Острів Каптіва, США          | Тверде    | Габріела Дабровскі          | 6–3, 6–3           |
| Перемога  | 9.   | 9 червня 2014    | $25,000   | Ессен, Німеччина             | Ґрунт     | Рішель Гогеркамп            | 6–2, 4–6, 6–3      |
| Перемога  | 10.  | 11 жовтня 2015   | $50,000   | Кіркленд, США                | Тверде    | Ніколь Гіббс                | 2–6, 7–5, 6–2      |
| Перемога  | 11.  | 25 вересня 2016  | $75,000   | Альбукерке, США              | Тверде    | Вероніка Сепеде Ройг        | 6-4, 7-5           |
| Перемога  | 12.  | 1 квітня 2018    | $25,000   | Пула (Італія), Італія        | Ґрунт     | Дебора К\'єза               | 6–3, 7–6(9–7)      |
| Перемога  | 13.  | 16 червня 2018   | $25,000   | Ессен, Німеччина             | Ґрунт     | Cindy Burger                | 7–5, 4–6, 6–4      |
| Перемога  | 14.  | 30 червня 2018   | $25,000   | Штутгарт, Німеччина          | Ґрунт     | Анна Цая                    | 6–4, 4–6, 6–1      |

### Парний розряд: 15 (8–7)
| Легенда                 |
| ----------------------- |
| Турніри $100,000        |
| $75,000/Турніри $80,000 |
| $50,000/Турніри $60,000 |
| Турніри $25,000         |
| $10,000/Турніри $15,000 |

| Фінали за покриттям |
| ------------------- |
| Тверде (2–4)        |
| Ґрунт (6–3)         |
| Трава (0–0)         |
| Килим (0–0)         |

| Результат | Ранг | Дата            | Категорія | Турнір                         | Покриття | Партнер                       | Опоненти                             | Рахунок          |
| --------- | ---- | --------------- | --------- | ------------------------------ | -------- | ----------------------------- | ------------------------------------ | ---------------- |
| Поразка   | 1.   | 14 липня 2003   | $10,000   | Ле-Туке-Парі-Плаж, Франція     | Ґрунт    | Полін Пармантьє               | Natacha Randriantefy Орелі Веді      | 2–6, 2–6         |
| Перемога  | 1.   | 29 березня 2004 | $10,000   | Napoli, Італія                 | Ґрунт    | Елке Клейстерс                | Мішелль Герардс Marielle Hoogland    | 6–1, 6–0         |
| Перемога  | 2.   | 17 травня 2004  | $10,000   | Zadar, Хорватія                | Ґрунт    | Lisa Tognetti                 | Martina Babáková Michaela Michálková | w/o              |
| Поразка   | 2.   | 1 серпня 2005   | $10,000   | Gardone Val Trompia, Італія    | Ґрунт    | Петра Цетковська              | María Corbalán Sonia Iacovacci       | w/o              |
| Поразка   | 3.   | 3 жовтня 2005   | $50,000   | Трой (Алабама), США            | Тверде   | Salome Devidze                | Джулія Дітті Мілагрос Секера         | 2–6, 2–6         |
| Перемога  | 3.   | 28 червня 2010  | $25,000   | Stuttgart-Vaihingen, Німеччина | Ґрунт    | Ірена Павлович                | Магдалена Кіщиньська Сема Еріка      | 6–3, 6–4         |
| Перемога  | 4.   | 27 червня 2011  | $100,000  | Кунео, Італія                  | Ґрунт    | Штефані Феґеле                | Ева Бірнерова Долонц Весна Ратківна  | 6–3, 6–2         |
| Перемога  | 5.   | 6 лютого 2012   | $100,000  | Калі (місто), Колумбія         | Ґрунт    | Карін Кнапп                   | Александра Каданцу Ралука Олару      | 6–4, 6–3         |
| Поразка   | 4.   | 28 квітня 2014  | $25,000   | Вісбаден, Німеччина            | Ґрунт    | Глушко Юлія Сергіївна         | Вікторія Голубич Діана Марцинкевич   | 4–6, 3–6         |
| Перемога  | 6.   | 10 квітня 2015  | $50,000   | Медельїн, Колумбія             | Ґрунт    | Лурдес Домінгес Ліно          | Маріана Дуке Глушко Юлія Сергіївна   | 7–5, 4–6, [10–5] |
| Поразка   | 5.   | 27 вересня 2015 | $50,000   | Монтеррей, Мексика             | Тверде   | Мельникова Марина Анатоліївна | Їсалін Бонавентюре Елісе Мертенс     | 4–6, 6–3, [9–11] |
| Перемога  | 7.   | 10 жовтня 2015  | $50,000   | Кіркленд, США                  | Тверде   | Stephanie Foretz              | Леслі Керкгове Аранча Рус            | 6–4, 4–6, [10–4] |
| Поразка   | 6.   | 5 лютого 2016   | $75,000   | Лонсестон, Австралія           | Тверде   | Кіченок Надія Вікторівна      | Ю Сяоді Zhu Lin                      | 6–2, 5–7, [7–10] |
| Поразка   | 7.   | 25 вересня 2016 | $75,000   | Альбукерке, США                | Тверде   | Елісе Мертенс                 | Міхаелла Крайчек Марія Санчес        | 2–6, 4–6         |
| Перемога  | 8.   | 17 грудня 2016  | $100,000  | Дубай (місто), UAE             | Тверде   | Nina Stojanovic               | Сє Шувей Савіних Валерія Дмитрівна   | 6–3, 3–6, [10–4] |

## Результати особистих зустрічей з гравцями першої 20-ки
- Вікторія Азаренко (0–1)
- Олена Бовіна (0–1)
- Алізе Корне (0–1)
- Елені Даніліду (0–2)
- Дате-Крумм Кіміко (2–0)
- Сара Еррані (0–3)
- Кірстен Фліпкенс (0–1)
- Юлія Гергес (0–3)
- Анна-Лена Гренефельд (0–1)
- Єлена Янкович (0–1)
- Кая Канепі (1–1)
- Клейбанова Аліса Михайлівна (1–1)
- Петра Квітова (0–2)
- Лі На (0–2)
- Сабіне Лісіцкі (1–0)
- Анабель Медіна Гаррігес (0–1)
- Гарбінє Мугуруса (1–0)
- Анастасія Павлюченкова (0–1)
- Кароліна Плішкова (2–2)
- Віржіні Раззано (1–1)
- Араван Резаї (1–1)
- Луціє Шафарова (0–2)
- Франческа Ск'явоне (0–1)
- Слоун Стівенс (0–1)
- Барбора Стрицова (0–1)
- Карла Суарес Наварро (1–1)
- Тамарін Танасугарн (1–1)
- Роберта Вінчі (0–1)
- Серена Вільямс (0–1)
- Вінус Вільямс (0–1)
- Каролін Возняцкі (0–1)

## Виступи у турнірах Великого шолома

### Одиночний розряд
| Турнір                                 | 2007 | 2008 | 2009 | 2010 | 2011 | 2012 | 2013 | 2014 | 2015 | 2016 | 2016 | 2016 | W–L  |
| -------------------------------------- | ---- | ---- | ---- | ---- | ---- | ---- | ---- | ---- | ---- | ---- | ---- | ---- | ---- |
| Відкритий чемпіонат Австралії з тенісу | A    | A    | A    | A    | Кв2  | 1р   | 1р   | 2р   | Кв1  | Кв1  | 2р   | A    | 2–4  |
| Відкритий чемпіонат Франції з тенісу   | A    | A    | A    | Кв1  | Кв3  | 1р   | 1р   | 1р   | A    | Кв2  | 1р   | 1р   | 0–5  |
| Вімблдонський турнір                   | A    | A    | A    | Кв1  | Кв1  | 1р   | 1р   | Кв1  | Кв3  | 2р   | 1р   | A    | 1–4  |
| Відкритий чемпіонат США з тенісу       | Кв1  | A    | Кв1  | 3р   | Кв3  | 3р   | 1р   | Кв1  | Кв2  | 1р   | A    |      | 4–4  |
| Перемоги-Поразки                       | 0–0  | 0–0  | 0–0  | 2–1  | 0–0  | 2–4  | 0–4  | 1–2  | 0–0  | 1–2  | 1–3  | 0–1  | 7–17 |
| Рейтинг на кінець року                 | 401  | 330  | 241  | 133  | 117  | 75   | 115  | 156  | 162  | 105  | 134  |      |      |

### Парний розряд
| Турнір                                 | 2007 | 2008 | 2009 | 2010 | 2011 | 2012 | 2013 | 2014 | 2015 | 2016 | 2017 | 2018 | W–L  |
| -------------------------------------- | ---- | ---- | ---- | ---- | ---- | ---- | ---- | ---- | ---- | ---- | ---- | ---- | ---- |
| Відкритий чемпіонат Австралії з тенісу | A    | A    | A    | A    | A    | A    | 2р   | 1р   | 2р   | A    | 2р   | A    | 3–4  |
| Відкритий чемпіонат Франції з тенісу   | A    | A    | A    | A    | A    | 2р   | 1р   | A    | 1р   | 1р   | 1р   | 1р   | 1–6  |
| Вімблдонський турнір                   | A    | A    | A    | A    | A    | 3р   | 1р   | Кв1  | 1р   | Кв1  | 1р   | 1р   | 2–4  |
| Відкритий чемпіонат США з тенісу       | A    | A    | A    | A    | A    | 1р   | 1р   | A    | 1р   | A    | A    |      | 0–3  |
| Перемоги-Поразки                       | 0–0  | 0–0  | 0–0  | 0–0  | 0–0  | 3–3  | 1–4  | 0–1  | 1–4  | 0–1  | 1–3  | 0-1  | 6–17 |
| Рейтинг на кінець року                 | N/A  | 414  | 594  | 422  | 185  | 65   | 62   | 83   | 98   | 236  | 97   |      |      |